# Gregorio de la Fuente
Gregorio de la Fuente (Santiago, 1910 - Santiago, 1999) est un peintre muraliste chilien.
Avec les artistes Julio Escámez, José Venturelli, Fernando Marcos Miranda, Fernando Daza Osorio et Pedro Olmos Muñoz (es), il est l'un des principaux représentants du mouvement muraliste chilien du XXe siècle, largement influencé par le muralisme mexicain.

## Biographie

### Études au Chili et à l'étranger
Gregorio de la Fuente naît à Santiago, au Chili, le 5 décembre 1910.
En 1927, il entre à l'école des Beaux-Arts du Parque Forestal, où il reste jusqu'à sa fermeture en mars 1929. Il y est l'élève de Manuel Núñez et de Carlos Isamitt (es). Plus tard, il poursuit ses études à l'académie de Juan Francisco González et, en 1931, il rejoint l'École des beaux-arts une fois celle-ci ayant déménagé à l'université du Chili, sous la direction de Julio Fossa Calderón (es). En 1937, il est étudiant ainsi qu'assistant dans le cours de peinture murale sur fresque enseigné par le professeur Laureano Ladrón de Guevara,, en remplacement d'Israel Roa (es).
En 1943, il fait son premier voyage en Argentine pour étudier l'art mural. Quelque temps plus tard, il se rend en Europe et, en 1945, il reçoit une bourse du gouvernement français pour étudier la technique de la fresque aux Beaux-Arts de Paris et à l'Académie de la Grande-Chaumière. Pendant son séjour en Europe, il se rend en Italie, en Belgique, aux Pays-Bas, en Angleterre et en Espagne, et a ensuite visité le Brésil, le Mexique, le Guatemala, la Suisse, l'Union soviétique, la Hongrie, la Bulgarie et la Grèce,.

### Vie académique
Entre 1938 et 1960, de la Fuente travaille comme professeur d'arts plastiques au lycée San Agustín de Santiago,. Entre 1946 et 1948, il enseigne le dessin à l'école des beaux-arts de l'université du Chili, et entre 1957 et 1971,, il enseigne la peinture murale dans la même université jusqu'à sa retraite, à l'âge de 60 ans. Il est également membre de la commission d'enseignement de l'école des beaux-arts,.
Parallèlement, avec les artistes Camilo Mori, Mireya Lafuente (es) et Carlos Sotomayor (es), il crée le groupe artistique Escafandra. Entre 1962 et 1968, il est directeur de la Casa de la Cultura de Ñuñoa, ainsi que fondateur et directeur de l'Academia de Arte Juan Francisco González, qui porte le nom de son ancien tuteur.
Enfin, il a fait partie du jury de plusieurs concours d'art, dont le prix national d'Art du Chili,. Il a reçu de nombreux prix, principalement chiliens.

## Œuvre

### Style
Avec les artistes Julio Escámez, José Venturelli, Fernando Marcos Miranda, Fernando Daza Osorio et Pedro Olmos Muñoz (es), il est l'un des principaux représentants du mouvement muraliste chilien du XXe siècle, largement influencé par le muralisme mexicain.
Son œuvre, qui cherchait une revendication sociale à travers la peinture, est progressivement passée du réalisme social (es) de ses premières années à un style plus abstrait et cubiste. 
L'une des œuvres les plus importantes de sa première période est la peinture murale Historia de Concepción, réalisée entre 1942 et 1945, avec la collaboration de ses assistants Sergio Sotomayor (1911-) et Julio Escámez, située dans l'ancienne gare centrale de Concepción (es), où se trouve actuellement le gouvernement régional de Biobío. Cette peinture murale est considérée comme « trésor du Barrio Cívico (es) » de Concepción et est déclarée Monument national du Chili le 8 septembre 2008,.
Gregorio explique son engagement social au travers de son œuvre en ces termes :

« Il est indéniable qu'une peinture murale, de par son emplacement, est une chose publique, qui est en relation directe avec les gens. En ce sens, il peut servir à instruire ou à inspirer des intérêts sociaux aux gens. Je ne pense pas qu'une fresque murale implique un engagement politique, mais un engagement social. »

### Œuvres
- Historia de Concepción (1943-1946, ancienne gare centrale de Concepción)
- Historia de La Serena (1953, ancienne gare de La Serena (es), à La Serena (1952)[3]
- Fresque à la Caja de Crédito Minero (La Serena)[3]
- El Abrazo de los Pueblos (1953, gare de Los Andes (es), à Los Andes)[3],[6]
- Fresque dans le hall central de la Caja de Empleados Municipales de Santiago de Chile (1957)[3]

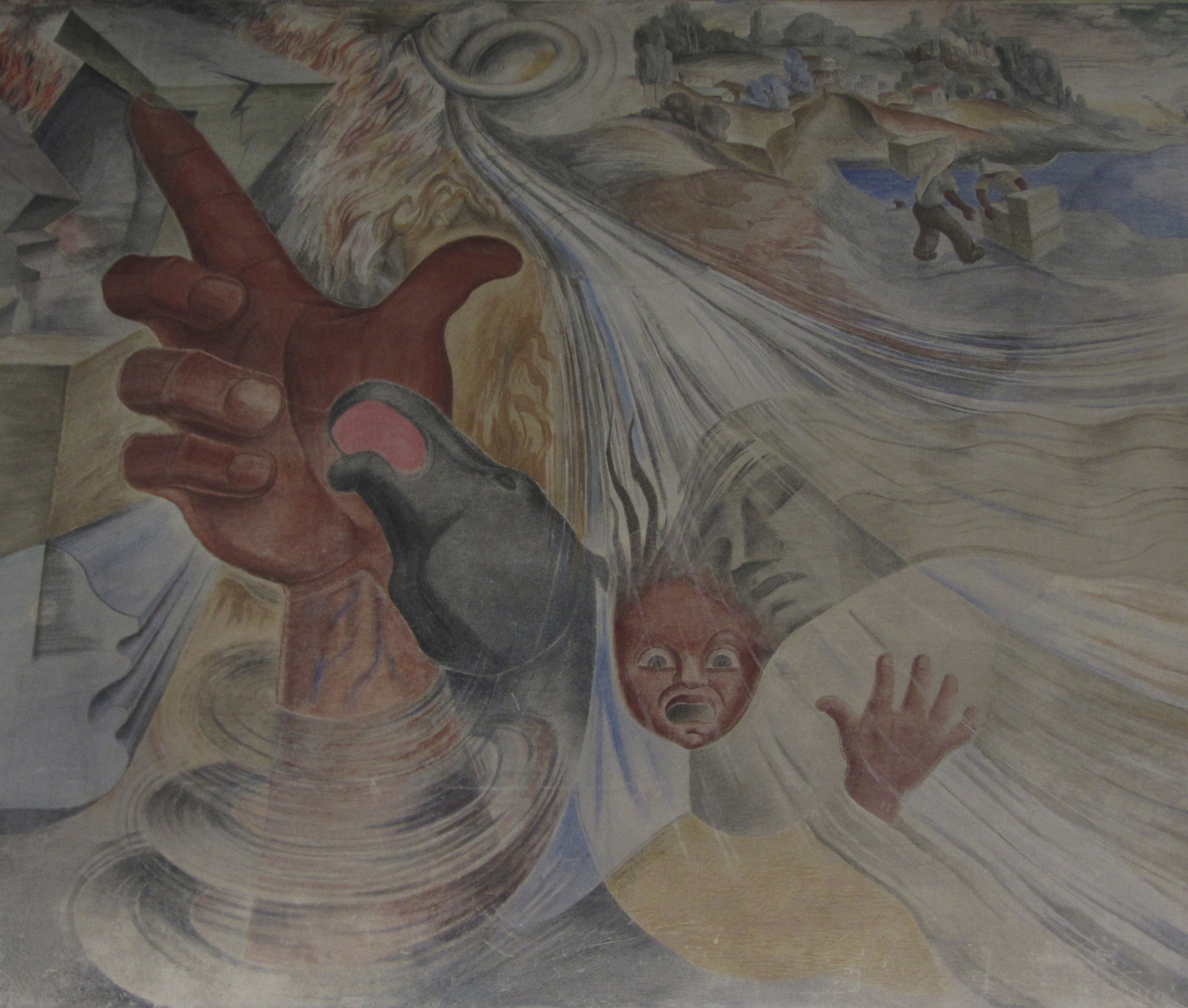
Détail de la fresque Historia de Concepción.
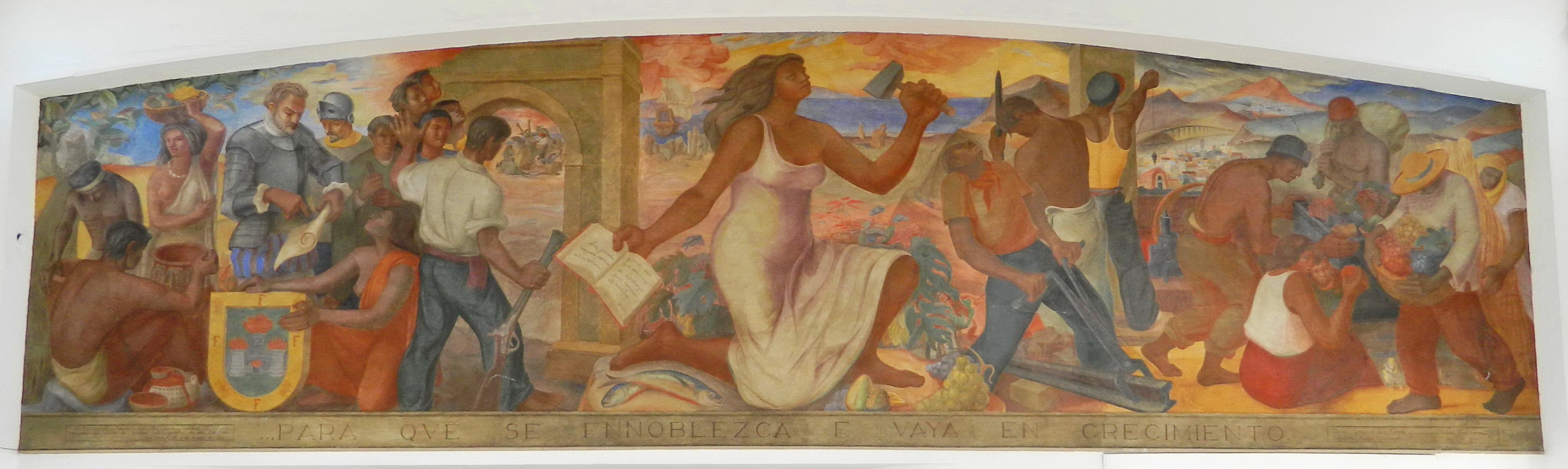
Fresque Historia de La Serena.